# Oyezプロジェクト
The Oyez Project（オーイェイ・プロジェクト）または Oyez.org は合衆国最高裁判所 (連邦最高裁) に関連する情報を収集・発信するアメリカ合衆国のアーカイブメディアである。連邦最高裁では1955年10月より口頭弁論の音声記録を開始しており、この音声ファイルとその書き起こしを全量オンライン公開していることでOyezは特に知られている。2020年現在、14,000時間超の音声データと6,600万単語超の書き起こしを収録している。
"Oyez" のフレーズは商標登録されており、権利者名は Oyez, Inc. で登録されている。Oyezのウェブサイト上で公開された全てのコンテンツは、クリエイティブ・コモンズ・ライセンスの「CC BY-NC 4.0」(要著作権者表示、非営利の場合のみ無許諾で全面使用可) で配布されている。

## 沿革
活動を開始したのは1980年代であり、米国政治研究を専門とするジェリー・ゴールドマン (Jerry Goldman)が主導した。ゴールドマンはノースウェスタン大学の名誉教授 (2020年現在) であり、Oyezの黎明期には同大学の学部生らが様々なアーカイブシステムの開発に勤しんだ。その後、同大学のメンバーらによってウェブベースのシステムが構築されることとなった。この開発初期段階でプロジェクトは "Oyez, Oyez, Oyez" と呼ばれていた。これは合衆国裁判所保安官が行う日々の審理開始を合図する掛け声に由来する。
このようにしてノースウェスタン大学内部で活動していたOyezであるが、2011年にはイリノイ工科大学シカゴ・ケント・ロースクールに、そして2016年にはコーネル大学法情報学研究所 (略称: LII) へと拠点を遷した。2020年現在、Oyezはコーネル大学LII、Justia、およびイリノイ工科大学シカゴ・ケント・ロースクールの3団体によって共同運営されている。
そのほか、アメリカ国立科学財団から技術面で支援を、また全米人文科学基金から複数回に渡って資金面で助成を受けている。さらにGoogle社からの助成により、2011年に合衆国最高裁の全データ収集を完了している。2013年ごろにはiPhone向けモバイルアプリケーションをリリースした。

## 評価・批判
Oyezは1998年、アメリカ法曹協会のSilver Gavel Awardsを受賞した。
Oyezは2006年に国営メディアのボイス・オブ・アメリカ (VOA) 上で「今週のウェブサイト」として特集された。
2000年アメリカ合衆国大統領選挙のフロリダ州得票数を巡る「ブッシュ対ゴア事件」では、Oyezの報じ方に疑問が呈されたことがある。Oyezはウェブサイト上で、9人の合衆国最高裁判事が7対2で「フロリダ州の投票を再計算すべきとのフロリダ州最高裁判決は違憲」と報じた。しかし2007年、ワシントン大学政治学教授のScott Lemieuxは、"OYEZ: NOT TRUSTWORTHY?" (Oyezは信頼できない？) と題した批評をリベラル系政治オンラインメディアのThe American Prospectに投稿し、Oyezの「7対2」とした表記を「ウソ」だと指摘している。9名の合衆国最高裁判事のうち、スティーブン・ブライヤー判事とデイヴィッド・スーター判事の2名はフロリダ州最高裁の判決に対して賛否両論であり、違憲7名にカウントすべきでないとLemieuxは主張している。"...Oyez, normally a valuable resource, is..." (Oyezは基本的には有益な情報源ではあるが...) とことわりを入れた上で、「7対2」でブッシュ支持との合衆国最高裁判決が右派 (つまりブッシュの所属する保守系の共和党支持者) によって繰り返し悪用されている点を問題指摘している。